# Blois Football
Blois Fútbol 41 es un club de fútbol francés ubicado en  Blois en el departamento de Loir y Cher en región Centra-Val de Loira. Fue  fundado en 1999 como consecuencia de la fusión de los clubes Association Amicale de la Jeunesse Blésoise y de la Blois Union Sportive.
El Blois 41 disputa sus partidos como local en el estadio de las Idas Jean Leroi , su indumentaria está compuesta por los colores rojo y amarillo. 

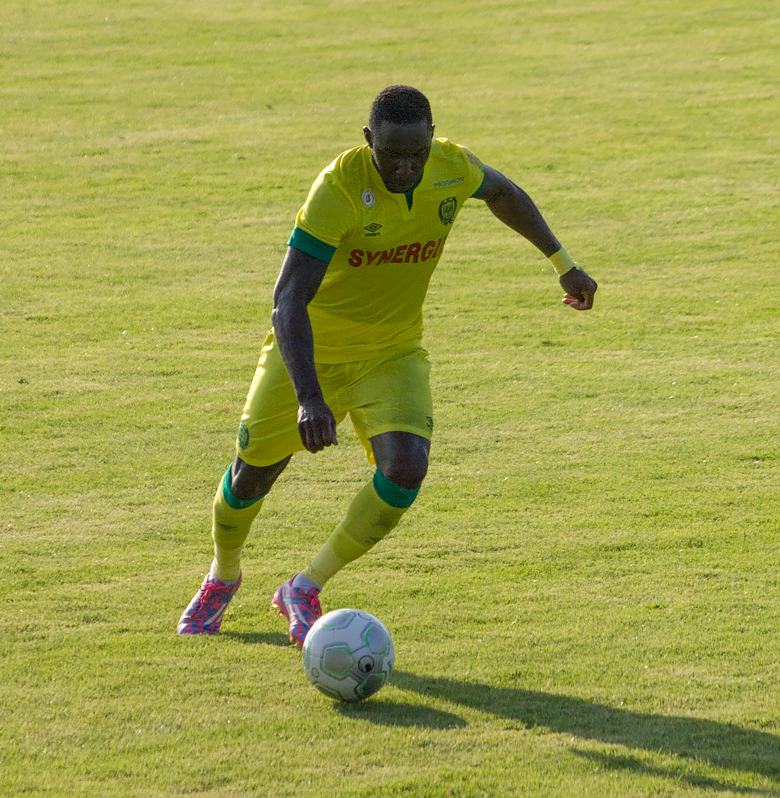
Issa Cissokho jugador estrella del equipo durante la temporada 2007-2008.

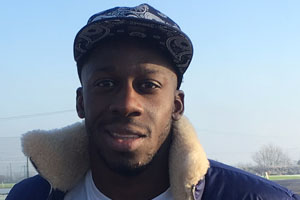
Aly Cissokho es un de los jugadores de la cantera del BF 41.

## Palmarés

### Títulos y trofeos
Blois Fútbol 41 tiene en su palmar, un título de la Nacional 3, obtenido en la temporada 2017-2018..

## Jugadores

### Jugadores emblemáticos
| # | Nombre          | Nbr | Periodo           |
| - | --------------- | --- | ----------------- |
| 1 | Michaël Labbé   | 11  | 2002-2013         |
| 2 | Batchi Vieira   | 10  | 2001-2011         |
| 3 | Romain Dolléans | 10  | 1999-00 y 2010-19 |
| 4 | Gaetan Orgebin  | ... | desde 2011        |
| 5 | Daniel Gomes    | 8   | 2001-2009         |
| 6 | Mickaël Grondin | 7   | 2008-2015         |
| - | Sébastien Paul  | 7   | 2011-2018         |
| - | Erkan Yikik     | 7   | desde 2012        |

### Jugadores de la cantera del club
| Nombre        | En el club    | Partidos 1ª | Internacional  |
| ------------- | ------------- | ----------- | -------------- |
| Issa Cissokho | 1999-2002     | 196         | Senegal        |
| Aly Cissokho  | 1999-2003     | +260        | Francia        |
| Onanga Itoua  | antes de 2007 | +80         | -              |
| Corentin Jean | 2008-2010     | +120        | Francia Sub-21 |